# Guntersdorfer Hauswald
Der Guntersdorfer Hauswald ist ein Teil des Ernstbrunner Waldes und befindet sich im Osten der niederösterreichischen Stadt Hollabrunn, in der Katastralgemeinde Enzersdorf im Thale. Er ist 280 Hektar groß und im Privatbesitz der Familie Possanner.

## Geschichte
Anfangs gehörte der Guntersdorfer Hauswald den Grafen von Spangen. Durch das kinderlose Ehepaar Baron Kaspar von Kellersperg und Marie, geborene Gräfin von Spangen Uyternesse (1866–1948), deren Mutter eine geborene Ludwigstorff war, gelangte der Wald über Vererbung an einen Neffen namens Leopold (Freiherr von) Ludwigstorff. Über Helene Possanner, geborene Ludwigstorff († 18. Oktober 2015;), ging der Wald in weiterer Folge in das Eigentum der Familie Possanner über. Heute ist der Wald im Besitz ihres und Hans-Georg Possanners Sohnes Nikolaus Possanner.
Bis zum Zweiten Weltkrieg stand im Wald ein Jagdschloss, welches jedoch zerbombt wurde. Danach stand dort nur eine kleine Hütte, 2007 wurde ein neues größeres Haus gebaut.